# بهترین چیزی که هرگز نداشتم
«بهترین چیزی که هرگز نداشتم» تک‌آهنگی از هنرمند اهل ایالات متحده آمریکا بیانسه است که در سال ۲۰۱۱ میلادی منتشر شد. این تک‌آهنگ در آلبوم ۴ (آلبوم بیانسه) قرار داشت. این ترانه در چارت آمریکا به رتبه ۱۶ و در چارت بریتانیا به رتبه ۳ رسید.